# درجة (نظرية البيان)

مخطط كُتِب على كل رأس من رؤوسه درجته

في نظرية المخططات، درجة رأس من رؤوس مخطط ما هو عدد الحواف الواصلة إلى ذلك الرأس.